# Trud-Hrebenîk, Rozdilna
Trud-Hrebenîk (în ucraineană Труд-Гребеник) este un sat în comuna Stepanivka din raionul Rozdilna, regiunea Odesa, Ucraina.

## Demografie
Componența lingvistică a localității Trud-Hrebenîk
     Ucraineană (53,85%)
     Rusă (38,46%)
Conform recensământului din 2001, majoritatea populației localității Trud-Hrebenîk era vorbitoare de ucraineană (53,85%), existând în minoritate și vorbitori de rusă (38,46%) și găgăuză (7,69%).